# UFC 59
UFC 59: Reality Check（ユーエフシー・フィフティナイン：リアリティ・チェック）は、アメリカ合衆国の総合格闘技団体「UFC」の大会の一つ。2006年4月15日、カリフォルニア州アナハイムのアローヘッド・ポンド・オブ・アナハイムで開催された。

## 大会概要
メインイベントのUFC世界ヘビー級タイトルマッチでは、挑戦者のティム・シルビアが王者アンドレイ・アルロフスキーをパウンドによるTKOで降し、第12代UFC世界ヘビー級王者となった。
プレリミナリィカードのうち、第4試合のみPPVで放送された。

## 試合結果

### プレリミナリィカード
第1試合 ウェルター級 5分3R
○  チアゴ・アウベス vs.  デリック・ノーブル ×
1R 2:54 TKO（レフェリーストップ：パウンド）
第2試合 ライトヘビー級 5分3R
○  ジェイソン・ランバート vs.  テリー・マーティン ×
2R 2:37 TKO（レフェリーストップ：パウンド）
第3試合 ミドル級 5分3R
○  デビッド・テレル vs.  スコット・スミス ×
1R 3:08 チョークスリーパー
第4試合 ウェルター級 5分3R
○  カロ・パリジャン vs.  ニック・トンプソン ×
1R 4:44 ギブアップ（パウンド）

### メインカード
第5試合 ヘビー級 5分3R
○  ジェフ・モンソン vs.  マーシオ・"ペジパーノ"・クルーズ ×
3R終了 判定2-1（30-27、28-29、29-28）
第6試合 ミドル級 5分3R
○  エヴァン・タナー vs.  ジャスティン・レヴェンス ×
1R 3:14 三角絞め
第7試合 ライトヘビー級 5分3R
○  ティト・オーティズ vs.  フォレスト・グリフィン ×
3R終了 判定2-1（30-27、28-29、29-27）
第8試合 ウェルター級 5分3R
○  ショーン・シャーク vs.  ニック・ディアス ×
3R終了 判定3-0（30-27、30-27、30-27）
第9試合 UFC世界ヘビー級タイトルマッチ 5分5R
○  ティム・シルビア vs.  アンドレイ・アルロフスキー ×
1R 2:43 TKO（レフェリーストップ：右アッパー→パウンド）
※シルビアが王座獲得に成功

### 賞
ファイト・オブ・ザ・ナイト： ティト・オーティズ vs. フォレスト・グリフィン